# Lega dei Giovani Somali
La Lega dei Giovani Somali è stata un partito politico somalo, che ha avuto un ruolo chiave nella conquista dell'indipendenza del paese negli anni cinquanta.

## Storia
La Lega nacque in realtà col nome di Circolo dei Giovani Somali nel 1943, durante l'occupazione britannica della Somalia italiana. Questa formazione politica riuscì a sostituirsi ai numerosi e diversi clan locali, e così riuscì con efficacia a portare la Somalia all'indipendenza. Inglesi e somali videro l'uno nell'altro un alleato contro le pressioni politiche italiane contrarie all'indipendenza nazionale e alla permanenza britannica sul territorio. Questa situazione indusse gli amministratori coloniali inglesi ad incoraggiare i somali ad organizzarsi politicamente: da qui nacque il Circolo, che fu senz'altro il primo partito politico moderno della Somalia. I fondatori furono 13, tra cui il primo leader del partito Yasin Haji Osman Sharmarke.
Per rafforzare il nuovo partito, ai più altolocati funzionari civili e di polizia fu permesso di entrarvi. Dal 1948 il partito era un'unità politica ben strutturata, assunse il nome definitivo di Lega dei Giovani Somali ed aprì sezioni non solo nella Somalia italiana ed in quella britannica, ma anche nell'Ogaden (Etiopia) e nella Provincia Nordorientale (Kenya), regioni diffusamente abitate dall'etnia somala. I militanti della Lega nell'eccidio di Mogadiscio massacrarono 54 italiani e 14 somali filoitaliani nel 1948.
Gli obiettivi della Lega erano l'indipendenza nazionale e l'unificazione della Somalia, comprendente secondo i progetti del partito anche l'Ogaden e la Provincia Nordorientale; un'istruzione scolastica pubblica e moderna; lo sviluppo della lingua somala con la creazione di un'ortografia nazionale standard, poiché il somalo non era ancora lingua scritta; la salvaguardia degli interessi della Somalia; l'opposizione alla restaurazione della dominazione italiana.
La politica del partito rifiutava la partigianeria, le divisioni e le rivalità tradizionali tra i molti clan somali. Infatti i 13 fondatori, provenienti da tribù diverse, benché rappresentassero i 4 maggiori clan del paese non rivelarono mai i loro clan di origine.
Nonostante il considerevole supporto popolare raggiunto in quel territorio, la Lega non riuscì a diventare il primo partito della Somalia Britannica, in cui i principali partiti erano la Lega Nazionale Somala ed il Partito Unito della Somalia.
La conferenza di Potsdam decise nel 1945 che la Somalia italiana non sarebbe tornata all'Italia. Comunque l'ONU nel novembre del 1949 garantì all'Italia l'Amministrazione fiduciaria della Somalia, ma solo sotto stretto controllo ed alla condizione - proposta dalla Lega e da altre nascenti organizzazioni politiche somale indipendentiste, come la Lega Nazionale Somala - che la Somalia avrebbe raggiunto l'indipendenza entro 10 anni.
La Somalia Britannica, protettorato della Gran Bretagna, divenne indipendente il 26 giugno 1960, seguita il 1º luglio dalla Somalia italiana. In quella data i due territori si unirono e formarono la Repubblica Somala, unita ed indipendente, benché i suoi confini fossero stati decisi da Italia e Gran Bretagna. Il 20 luglio, attraverso un referendum popolare, il popolo somalo ratificò la Costituzione, stesa dal 1960.
Il primo Presidente del Parlamento Haji Bashir Ismail Yusuf, il primo Presidente della Repubblica Aden Abdulla Osman ed il suo Primo Ministro Abdirashid Ali Shermarke erano tutti esponenti della Lega della Gioventù somala, che quindi assunse notevolissima importanza a livello nazionale.
Alle prime elezioni presidenziali della Somalia unita, nel 1964, la Lega ottenne il 51,7% dei voti conquistando 69 seggi parlamentari su 123; i rimanenti furono divisi tra 11 partiti. Con questi risultati La lega si confermò di gran lunga il primo partito della Somalia ed egemonizzò di fatto la scena politica nazionale.
Tuttavia il partito fu lontano dall'approfittarsi di questa situazione di preminenza, anzi. La prova lampante si ebbe dopo le elezioni presidenziali del 1967: il Presidente uscente Aden Abdulla Osman, sconfitto, accettò senza remore il risultato elettorale e passò pacificamente il potere nelle mani del compagno di partito e successore democraticamente eletto Abdirashid Ali Shermarke. Fu il primo caso nella storia dell'Africa. Dopo l'assassinio di Shermarke fu nominato Presidente ad interim Mukhtar Mohamed Hussein, anch'egli esponente della Lega.
Il partito e l'assetto istituzionale da esso creato furono però travolti nel 1969 dal colpo di stato architettato e diretto dal generale Siad Barre. Preso il potere, Barre fece arrestare i membri del governo, tra cui il Presidente Hussein, bandì tutti i partiti politici, sciolse il Parlamento e la Corte Suprema e sospese la Costituzione.

## Leader
Segue la lista di alcuni dei principali esponenti del partito:
- Yasin Haji Osman Sharmarke, uno dei fondatori e primo leader del partito
- Haji Bashir Ismail Yusuf, 1º Presidente del Parlamento
- Aden Abdulla Osman, 1º Presidente della Repubblica
- Abdirashid Ali Shermarke, 1º Primo Ministro e 2º Presidente della Repubblica
- Mukhtar Mohamed Hussein, Presidente della Repubblica ad interim tra l'assassinio di Shermarke ed il colpo di stato di Siad Barre